# Martina Franko
Martina Franko (13 de janeiro de 1976) é uma treinadora e ex-futebolista canadense que atua como defensora.

## Carreira
Martina Franko representou a Seleção Canadense de Futebol Feminino nas Olimpíadas de 2008.